# 什锦丁香
什锦丁香（学名：Syringa ×chinensis）为木犀科丁香属下的一个种。

## 扩展阅读
維基物種上的相關：什锦丁香